# Биж (село)
Биж (укр. Біж) — село,
Хоружевский сельский совет,
Недригайловский район,
Сумская область,
Украина.
Код КОАТУУ — 5923586702. Население по переписи 2001 года составляло 80 человек.

## Географическое положение
Село Биж находится на правом берегу реки Биж,
выше по течению на расстоянии в 5 км расположено село Бижевка (Бурынский район),
ниже по течению на расстоянии в 2 км расположено село Шматово,
на противоположном берегу — село Голуби (Бурынский район) и посёлок Озёрное.
По селу протекает пересыхающий ручей с запрудой.
Рядом проходит автомобильная дорога Т-2504.